# Шемберг (Кальв)
Шемберг (нім. Schömberg) — комуна в Німеччині, в землі Баден-Вюртемберг.
Підпорядковується адміністративному округу Карлсруе. Входить до складу району Кальв. Населення становить 8521 особу (на 31 грудня 2010 року). Займає площу 37,22 км². Офіційний код — 08 2 35 065.
Комуна ділиться на 5 сільських округів.